# Азилозавр
Азилозавр (лат. Asylosaurus, от греч. священный ящер) — род динозавров-завроподоморф, обитавших на территории современной Англии в позднем триасе (рэтский век). Описание основано на остатках, найденных Генри Райли и Сэмюэлем Стутчбури в 1836 году. Они были опознаны как текодонтозавр и выставлялись в Йельском университете в период между 1888 и 1890 годами. Во время бомбардировок 1940 года данные останки уцелели, в отличие от останков оригинального текодонтозавра. Описан азилозавр был в 2007 году Питером Гальтоном. С отсылкой на Йельский университет, виду дали название Asylosaurus yalensis.
Азилозавр базируется на YPM 2195 — частичном скелете туловища, включающем позвонки, рёбра, плечевой пояс, плечевые кости, части предплечья и руки; дополнительные кости шеи, хвоста, таза, передних и задних конечностей, которые могут также принадлежать этому роду. Азилозавр отличается от текодонтозавров, базальных завроподоморф, живших в то же время, структурой плечевой кости (предплечья). Это, возможно, была отдельная экологическая ниша из других родственных животных, основанная на их всеядности или травоядности.